# Liste der Monuments historiques in Vianges
Die Liste der Monuments historiques in Vianges führt die Monuments historiques in der französischen Gemeinde Vianges auf.

## Liste der Immobilien
| Bezeichnung        | Beschreibung                                                       | Standort                    | Kennzeichnung | Schutzstatus | Datum | Bild           |
| ------------------ | ------------------------------------------------------------------ | --------------------------- | ------------- | ------------ | ----- | -------------- |
| Château de Vianges | Burg, ab dem 14. Jahrhundert; mit Taubenturm und äußerer Toranlage | 3bis rue de l’Eglise (Lage) | PA00112717    | Inscrit      | 1980  | weitere Bilder |